# Scambus protentus
Scambus protentus är en stekelart som beskrevs av Walley 1960. Scambus protentus ingår i släktet Scambus och familjen brokparasitsteklar. Inga underarter finns listade i Catalogue of Life.